# Hélio Gelli Pereira
Hélio Gelli Pereira (23 de setembro de 1918 – 16 de agosto de 1994) foi um virologista brasileiro e britânico especializado em adenovírus. Ele era um co-destinatário do Carlos J. Finlay Prêmio de Microbiologia (UNESCO, 1988) e conhecido internacionalmente por seu trabalho sobre o vírus de vertebrados. Ele contribuiu para várias áreas da virologia na pesquisa e no serviço público internacional.

## Infância e educação
Pereira nasceu na cidade de Petrópolis, no estado do Rio de Janeiro, seu pai Raul Pereira Geronymo (de origem portuguesa através das ilhas dos Açores) e sua mãe Maria Gelli Pereira (de origem italiana).
Ele passou os primeiros cinco anos de sua vida em Petrópolis, onde sua família desfrutou de um modo de vida alegre influenciado em partes iguais por sua família italiana e brasileira.
Pereira começou na escola primária anglo-americana Colégio Pitanga na cidade do Rio de Janeiro em 1924. A escola não tinha instalações científicas, e ele sentiu que ele mal passava seus exames. Apesar disso, ele conseguiu garantir um lugar na Faculdade de Medicina de Niterói em 1928.
O instituto em Niteroi também tinha equipamentos científicos pobres, mas professores entusiasmados constituíam o déficit. Pereira acabou encontrando-se atraído por um grau de microbiologia liderado por Arlindo de Assis e A. Monteiro Filho. No meio do curso, Pereira completou o trabalho a tempo parcial como técnico de laboratório no laboratório de patologia clínica de um hospital local. Em 1941, obteve seu diploma de medicina.

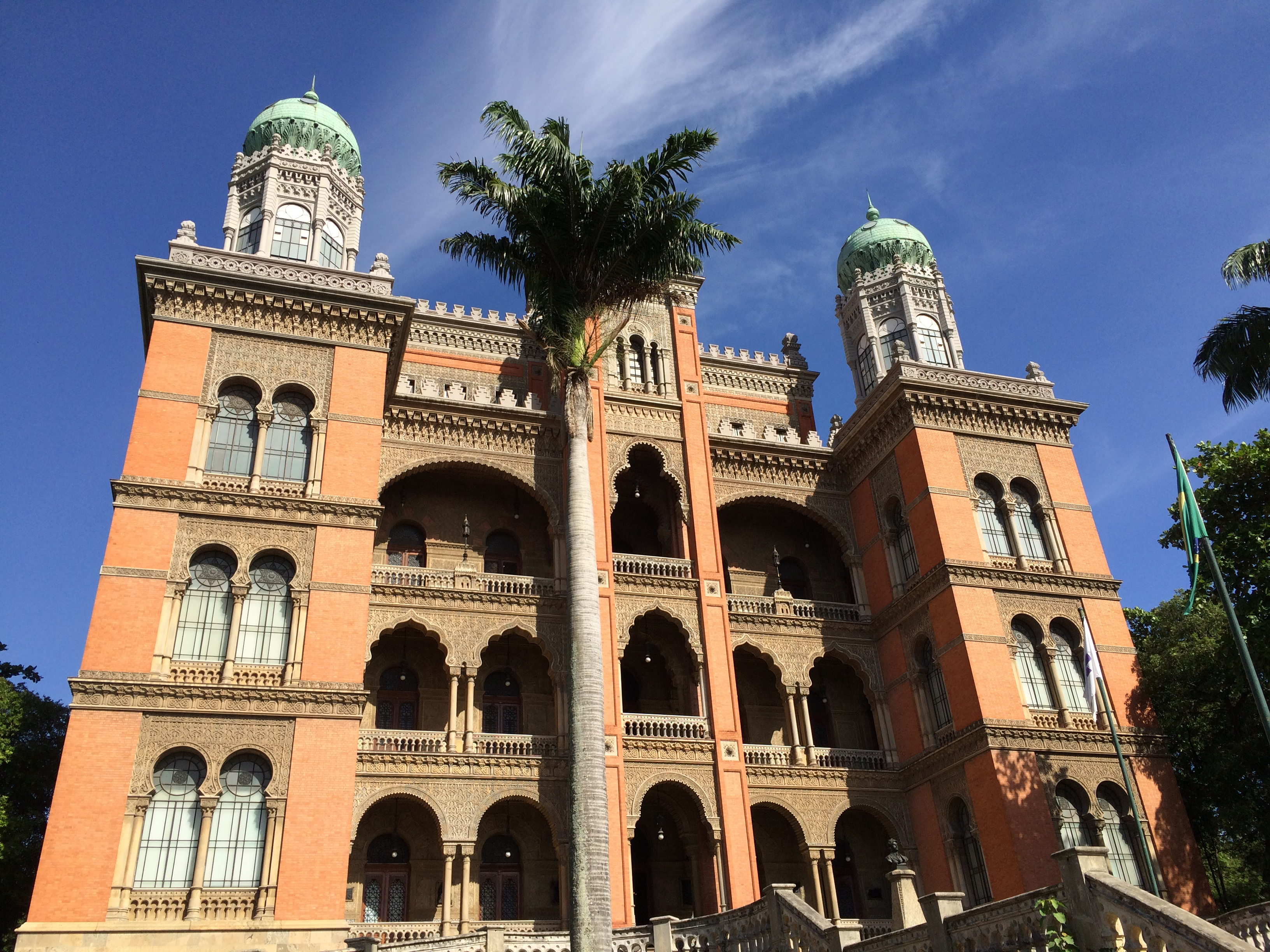
O Instituto Oswaldo Cruz, onde Pereira concluído um curso de pós-graduação em 1942.

## Início de carreira
Entre 1943 e 1944, Pereira trabalhou em vários empregos de meio período, incluindo patologia clínica em instituições privadas e governamentais. Ele completou assistências em microbiologia sob o professor A. Monteiro Filho, bem como um assistente de neurologia sob o professor D. Couto.
Ele não gostou de completar atividades de rotina durante esse período. Por isso, ele decidiu candidatar-se a uma bolsa de estudos do British Council para estudar microbiologia no Reino Unido; uma bolsa de estudo que acabou sendo concedida.
Pereira deixou o Brasil e se mudou para Inglaterra, onde trabalhou no Departamento de Microbiologia da Universidade de Manchester. Enquanto lá, ele trabalhou sob o proeminente pioneiro de virologia, Professor H.B. Maitland e taxonomista bacteriano S.T. Cowan. Logo depois, ele passou pouco tempo na Universidade de Liverpool sob o professor A.W. Downie.
Após oito meses em Manchester, Pereira mudou-se para Londres para trabalhar no Instituto Nacional de Pesquisa Médica (NIMR) onde passou um ano trabalhando sob C.H. Andrewes e W.J. Elford.
Pereira disse desta vez que "embora este período de formação de pós-graduação não tenha conduzido a qualificações formais ou a trabalhos publicados, foi certamente uma das etapas mais satisfatórias e gratificantes da minha carreira profissional". Isso levou a Pereira a se interessar pela pesquisa em laboratório.
Em 1946, Pereira casou-se com Marguerite "Peggy" Scott, filha de William McDonald Scott, médica sênior do Ministério da Saúde e neta do Antoine Mollard, senador da República Francesa.
Em 1947, Pereira e Peggy voltaram para o Brasil com sua esposa para morar no Rio de Janeiro, onde tiveram um filho (Scott, nascido em 1948) e filhas gêmeas (Maria e Alice, nascidas em 1950). Scott, influenciado por seus pais, passaria a se tornar um imunologista proeminente.
No Rio de Janeiro, Pereira trabalhou como patologista clínico em um hospital do governo. Ele ficou insatisfeito com a política no hospital devido à corrupção no governo militar brasileiro no momento. Após os desaparecimentos de vários de seus colegas, Pereira renunciou à sua cidadania brasileira.
Pereira decidiu se juntar a uma equipe de pesquisa no Instituto Oswaldo Cruz, dirigida pelo Dr. J. Travasso. Lá, ele estudou rickettsiae como assistente. Em contraste com o seu papel anterior no Rio de Janeiro, ele descreveu o meio ambiente como "altamente estimulante".
No Instituto Oswaldo Cruz, ele ajudou a demonstrar a presença de tifo murino e febre manchada transmitida por carrapatos no estado do Rio de Janeiro. A equipe também desenvolveu novos métodos para o estudo de reações rickettsiais de antígenos e anticorpos.

## Carreira avançada

### The common cold unit

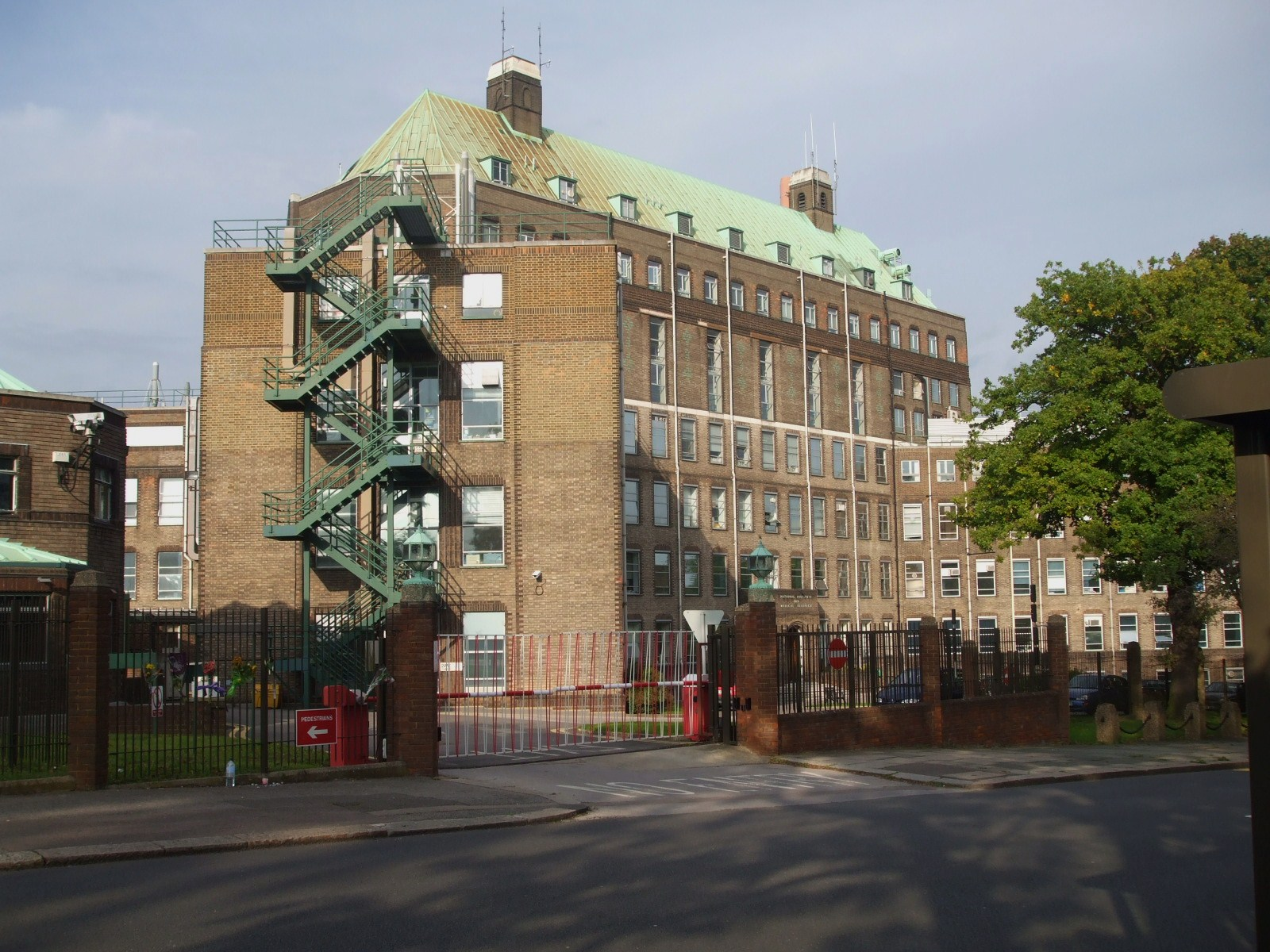
O Instituto Nacional de Pesquisa Médica em Mill Hill, onde Pereira trabalhou por muitos anos.

A interferência dos políticos no instituto levou novamente a Pereira a se frustrar, então, em 1951, ele voltou para a Grã-Bretanha para trabalhar na Unidade Fria Comum do Conselho de Pesquisa Médica em Salisbury. Trabalhou sob o Dr. Christopher Andrewes, Chefe de Bacteriologia e Virologia do Instituto Nacional de Pesquisa Médica. A equipe estava estudando a questão: "Como podemos cultivar o vírus do resfriado comum no laboratório?", e ele teve muito sucesso durante seu tempo na instalação.
Pereira usou equipamentos e bibliotecas do Instituto Nacional de Pesquisa Médica em Mill Hill, onde freqüentemente se encontrou com outros cientistas em seu campo. Durante um estudo em 1953, Pereira, inconscientemente, alcançou a primeira propagação bem-sucedida de um vírus de resfriado comum no laboratório.
Ignorando o que ele conseguiu na época, Pereira mudou a direção de seu trabalho para Adenovirus. Pereira completou novamente o trabalho importante nesta área com pesquisas sobre a reversão do efeito citopático de extratos de células infectadas. Quando ele foi referido como um "adenovirologista", ele freqüentemente corrigiu o falante, dizendo que ele era um "tipo adenoviólogo 5".
Em 1957, foi concedida a naturalização britânica. Por volta dessa época, sua esposa, Peggy, começou a trabalhar em um hospital local em uma divisão do Serviço de Laboratório de Saúde Pública. Coincidentemente, Pereira pegou uma postagem no mesmo laboratório, o que levou a que eles mudassem sua família de volta para Mill Hill. Neste momento, ele passou temporariamente o tempo no Laboratório de Referência de Vírus do Laboratório Central de Saúde Pública de Colindale.
Nem um para se instalar permanentemente, Pereira mudou-se novamente para o Brasil em 1960, onde trabalhou na Universidade do Brasil, embora tenha marcado sua estadia lá com visitas ocasionais a Inglaterra. Ele também viajou para a Itália para trabalhar com N. Nardelli e A. Rinaldi sobre a gripe aviária.
A importância do seu trabalho foi reconhecida em 1961, na medida em que se tornou diretor do World Influenza Center.

### Influenza
Em 1963, Pereira passou 3 meses na Universidade de Montevidéu no Uruguai. Ele também passou um tempo na Univers.
Em 1973, ele deixou o Animal, Instituto de Investigação de Vírus departamento do Instituto Nacional de Pesquisa Médica em Mill Hill, para trabalhar na Pirbright Institute (Instituto de Saúde Animal), devido ao aumento do interesse no comparativo de virologia.
Usando contatos de seu antigo departamento, dirigiu um novo Departamento de Epidemiologia no Laboratório Mundial de Referência para a Febre Aftosa. Seu novo departamento se concentrou em pesquisar doenças virais exóticas e estudar patogênese e desenvolvimento de vacinas. Livre de uma administração demorada, ele apreciou sua pesquisa no seu novo departamento.
Em 1973, Pereira foi eleito como membro da Royal Society. Por volta dessa época, a filha de Pereira morreu tragicamente.
Em 1979, ele se aposentou de seu papel no Instituto Pirbright e tornou-se Consultor Científico no Instituto Oswaldo Cruz, onde trabalhou no vírus da Aids. Em 1985, ele foi nomeado Pesquisador Principal no mesmo instituto.
Por volta dessa época, viajou entre o Reino Unido e o Brasil, passando um tempo com a família em cada país.
Entre 1979 e 1985, ajudou e aconselhou jovens cientistas com problemas de saúde locais, embora, ao trabalhar nestes, eles desenvolveram novos métodos e descobriram novos vírus. Durante esse período, sua esposa Peggy organizou um estudo proeminente de vírus que causaram doenças respiratórias agudas em crianças no Rio de Janeiro. Além disso, eles tiveram contribuições significativas para uma reunião da Organização Mundial de Saúde no Rio sobre o Programa de Doenças Respiratórias.

## Final de vida e legado
Pouco depois que Peggy se retirou do Serviço de Laboratório de Saúde Pública, em 1987, ele e sua esposa estavam envolvidos em uma séria colisão de carro com um ônibus no Rio de Janeiro. Peggy morreu no acidente, e Hélio ficou gravemente ferido.
No final da década de 1980, Pereira foi professor visitante honrada por um ano na St George's Medical School, Universidade de Londres. Ao mesmo tempo, ele era um companheiro de visita por um ano no Centro de Controle de Doenças em Atlanta, Geórgia, na Divisão de Doenças Viral e Rickettsial. Ele trabalhou com Roger Glass na caracterização de alguns picobirnavírus incomuns encontrados em fezes coletadas de pacientes infectados pelo HIV no Brasil.
Pereira morreu de repente de insuficiência cardíaca em 16 de agosto de 1994.
Pereira foi freqüentemente citado como um homem de boa natureza. Na edição de março de 1994 da Archives of Virology, Mahy e Murphy disseram sobre ele: "Seu legado é fundamentado em sua boa natureza - sua gentileza e calor, seu sorriso e senso de humor, sua natureza atenciosa - e sua grande capacidade de construção amizades ao longo da vida com tantos virologistas que trabalham em tantas disciplinas. Seu legado é composto por suas muitas contribuições acadêmicas para a ciência e o bem-estar humano e para os assuntos da comunidade virológica do mundo".

## Honrarias
- Associado fundador do TWAS[2]
- 1973 Fellow da Royal Society[2]
- De 1975, membro do Instituto de Biologia[2]
- 1987 Carlos Findlay Prêmio, a UNESCO[2]

## Lista das nomeações públicas
- Membro do Corpo diretivo do Animal, Instituto de Investigação de Vírus[1]
- Membro da Comissão Imunológicos de Controle[1]
- Membro do Conselho da Sociedade Geral de Microbiologia[1]
- Membro do Comitê Executivo do Comitê Internacional para a Nomenclatura de Vírus[1]
- Presidente do Vírus de Vertebrados Subcomissão da Comissão Internacional para a Nomenclatura de Vírus[1]
- Vice-Presidente do Comitê Internacional de Taxonomia de Vírus; Vida-Membro[1]
- Membro da OMS de Peritos do Painel Consultivo sobre Vírus de Doenças[1]
- Membro do QUE Vírus Animal Caracterização Conselho[1]
- Membro do Comitê Ad Hoc sobre a Não-Oncogênicos do Vírus do INSERM[1]
- Membro do Comitê Científico Consultivo do Pan-Americano de febre aftosa[1]